# Нарицын, Николай Николаевич
Никола́й Никола́евич Нарицын (1 мая 1951 — 19 мая 2024) — советский и российский психотерапевт, автор ряда научно-популярных книг по психологии.

## Биография
В 1976 году закончил Калининский государственный медицинский институт по специальности «Лечебное дело», в том же году стал лектором общества «Знание». Прошёл интернатуру по психиатрии во Владимирской областной психиатрической больнице. Занимался исследованиями кровотока в коре головного мозга в Институте высшей нервной деятельности и нейрофизиологии АН СССР. В конце 1970-х — 1980-х годах работал в медучреждениях в качестве психиатра-нарколога. В 1986 году читал курс психиатрии и наркологии в медицинском училище № 16 (в настоящее время Московский государственный медицинский колледж при ГКБ имени Боткина. В 1990 году работал психотерапевтом в Московском центре клинической психотерапии и психологической помощи. В 1991 году читал курс психотерапии на кафедре Центрального Института Усовершенствования Врачей. С 1992 года — частнопрактикующий психотерапевт. С 1998 года — член Общероссийской профессиональной психотерапевтической лиги. С 2003 года являлся членом Европейской психотерапевтической ассоциации. С 2005 года являлся членом Русского психоаналитического общества. Имел сертификат Всемирного совета психотерапии.
Николай Нарицын занимался популяризацией психотерапии в СМИ, его приглашали в качестве консультанта в такие газеты как «Зеркало недели», «Новая газета», «Труд», «Коммерсантъ», «Комсомольская правда», выступал на радио «Свобода». Он являлся автором ряда научно-популярных книг по психологии, некоторые из которых были переведены на китайский язык. Кроме того, он поддерживал информационный сайт по вопросам психотерапии, вёл удалённое групповое консультирование и обучение.
Был женат, имел дочь. Скончался 19 мая 2024 года после тяжёлой и продолжительной болезни в возрасте 73 лет от рака.

## Список книг
- Тайна за семью печатями: Исповеди о сокровенном. — М.: Совершенно секретно, 1997. — 152 с. — ISBN 5-85275-136-7. Тираж 11 000 экземпляров.
- Доверительный разговор. Психология счастья. — М.: АСТ-Пресс, 1998. — 448 с. — ISBN 5-7805-0338-9. Тираж 25 000 экземпляров. Переведена на китайский: 坦诚对话：幸福心理. — 黑龍江人民出版社, 2003. — С. 354. — ISBN 9787207057839.
- Доверительный разговор. О любви... и не только. — М.: АСТ-пресс, 1998. — 448 с. — ISBN 5-7805-0365-6. Тираж 20 000 экземпляров. Переведена на китайский: 倾心对话：愛之心理. — 黑龍江人民出版社, 2003. — С. 225. — ISBN 9787207057846.
- Азбука психологической безопасности. — М.: Русский журнал, 2000. — 224 с. — ISBN 5-7772-0050-8.
- О сексе и не только. — М.: Махаон, 2001. — 416 с. — ISBN 5-18-000116-1. Тираж 15 000 экземпляров. Переведена на китайский: 情爱心理. — 中国城市出版社, 2004. — С. 349. — ISBN 9787507415988.
- Ты и Я, Я не Ты. — М.: Махаон, 2001. — 480 с. — ISBN 5-18-000118-8. Тираж 15 000 экземпляров. Переведена на китайский: 我+你, 但我≠你. — 中国城市出版社, 2004. — С. 370. — ISBN 9787507416046.
- Про детей и их родителей. — М.: Махаон, 2001.
- Свадьба - развод и наоборот. — М.: Махаон, 2002. — 416 с. — ISBN 5-18-000117-X. Тираж 15 000 экземпляров. Переведена на китайский: 结婚VS离婚. — 中国城市出版社, 2004. — С. 326. — ISBN 9787507416053.
- Психология безопасности вождения. — М.: Рипол-классик, 2006. — 256 с. — ISBN 5-7905-4795-8. Тираж 5 000 экземпляров.